# Popular (песня The Weeknd, Playboi Carti и Мадонны)
«Popular» — песня канадского певца The Weeknd, американского рэпера Playboi Carti и американской певицы Мадонны, изданная 2 июня 2023 года звукозаписывающими лейблами XO и Republic. Она была выпущена в качестве второго сингла с альбома The Idol Vol. 1, саундтрека к предстоящему драматическому телесериалу «Кумир (Идол)» с The Weeknd на канале HBO, релиз которого намечен на 4 июня 2023 года. Авторами песни являются Абель Тесфайе (The Weeknd), Джон Флиппин, Джордан Картер (Playboi Carti), Лиланд Уэйн, Майк Дин, Майкл Уокер и Сэм Левинсон; продюсерами — Тесфайе, Уэйн и Дин.
В коммерческом плане «Popular» вошел в топ-10 чартов на родине Weeknd в Канаде, а также в Австралии, Японии, Новой Зеландии и Великобритании, и стал хитом топ-20 в таких странах, как Бельгия, Индия, Ирландия и Швейцария. Песня «Popular» получила золотой сертификат в Новой Зеландии, Великобритании, Франции, Италии и на других музыкальных рынках. В США песня «Popular» была признана платиновой в июне 2024 года. Песня заслужила положительные отзывы музыкальных критиков. После выхода она была признана одной из лучших песен года по версии журнала Rolling Stone.

## История
31 мая 2023 года The Weeknd объявил, что сопутствующий саундтрек к предстоящему драматическому сериалу HBO «Кумир (Идол)» будет включать сингл его самого, певицы Мадонны и рэпера Playboi Carti под названием «Popular». Фрагмент песни был впервые представлен на Каннском кинофестивале 2023 года, где 22 мая 2023 года состоялась премьера сериала.
Первоначально песня была совместной работой только The Weeknd и Playboi Carti, а до Мадонны была другая версия, но в интервью Зейну Лоу на Apple Music 1, Weeknd сказал: «Я всегда хотел работать с ней». Он продолжил: «Она — лучший соавтор этой песни, этого альбома и этого телешоу. И вы ещё не раз услышите её в шоу. Она — настоящая поп-звезда».

## Композиция
Песня была написана The Weeknd, Playboi Carti, Metro Boomin, Mike Dean, Sam Levinson и Michael Walker; продюсерами выступили The Weeknd, Mike Dean и Metro Boomin.
«Popular» — это среднетемповая песня в стиле R&B, текст которой намекает на «притягательность и подводные камни славы и богатства», говоря о женщине, которая «сделает всё, чтобы добиться статуса знаменитости». Старр Боуэнбэнк из Billboard назвал трек «вязким», насыщенным «бушующими синтезаторными инструментами и грохочущей перкуссией».

## Отзывы
В положительной рецензии для Billboard Джейсон Липшутц написал: «The Weeknd, Мадонна и Playboi Carti функционируют как Кендалл, Шив и Роман до драмы в зале заседаний: то, что на бумаге выглядит как странное собрание артистов, прекрасно дополняет друг друга, при этом The Weeknd и Мадонна вносят поп-изюминку в ритм, а Карти подчёркивает песню несколькими обрезанными барами, чтобы отполировать то, что могло бы стать зажигательной летней песней». Отметив её текст, Дженнифер Жан из Vulture назвала песню новым гимном для «охотников за славой». Себас Э. Алонсо из Jenesaispop похвалил песню и сказал, что она звучит немного как (в мечтах) сотрудничество Мадонны и Майкла Джексона. Томас Галиндо из журнала American Songwriter назвал куплет The Weeknd «остроумным»; куплет Мадонны — «выдающимся моментом»; и отметил, что, несмотря на минимальный вклад, песня в полной мере использует в бридже «писклявый голос Playboi Carti».

## Коммерческий успех
Песня стала 58-м попаданием Мадонны в чарт Billboard Hot 100 и первым примерно за 8 лет после «Bitch I’m Madonna» (№ 84 в 2015 году), и самым высоким достижением за 11 лет после «Give Me All Your Luvin’» (№ 10, 2012). Кроме того, Мадонна стала одной из немногих артистов, у которой есть хиты в Hot 100 в течение пяти десятилетий подряд. Она также впервые возглавила один из R&B-чартов, заняв первое место в R&B Digital Song Sales.
В феврале 2024 года сингл попал в Топ-10 британского хит-парада UK Singles Chart и Мадонна получила свой 64-й хит в Топ-10 (женский рекорд), уступая лишь Элвису Пресли (76) и Клиффу Ричарду (68). Для Weeknd это его 16-й хит в Топ-10 Великобритании, а для Playboi Carti — его первый.

## Музыкальное видео
В поддержку релиза The Weeknd выложил на своем YouTube музыкальный визуализатор песни, включающий монтаж клипов и фотографий с каннской премьеры сериала и сопутствующей вечеринки.
Премьера официального клипа на песню состоялась 15 февраля 2024 года эксклюзивно в Fortnite. Клип был снят в августе 2023 года, в нем можно увидеть танцующих и пьющих The Weeknd в Hatfield House, Мадонну, танцующую и катающуюся на диване в многоэтажке, и Playboi Carti, танцующего вокруг дорогой машины. Видео было выпущено через неделю на YouTube.

## Чарты
| Чарт (2023)                            | Высшая позиция |
| -------------------------------------- | -------------- |
| Австралия (ARIA)                       | 8              |
| Австралия (Hip Hop/R&B, ARIA)          | 5              |
| Австрия (Ö3 Austria Top 40)            | 47             |
| Бельгия/Валлония (Ultratop 50)         | 15             |
| Канада (Billboard Canadian Hot 100)    | 10             |
| Канада (Billboard CHR/Top 40)          | 22             |
| Канада (Billboard Hot AC)              | 32             |
| СНГ (Tophit)                           | 65             |
| Чехия (Singles Digitál Top 100)        | 27             |
| Германия (GfK)                         | 23             |
| Мир (Billboard Global 200)             | 20             |
| Венгрия (Single Top 40)                | 26             |
| Исландия (Plötutíðindi)                | 9              |
| Ирландия (IRMA)                        | 15             |
| Япония (Billboard Japan)               | 2              |
| Латвия (LAIPA)                         | 4              |
| Латвия (Airplay, LAIPA)                | 5              |
| Литва (AGATA)                          | 16             |
| Нидерланды (Single Top 100)            | 31             |
| Новая Зеландия (Recorded Music NZ)     | 6              |
| Норвегия (VG-lista)                    | 31             |
| Португалия (AFP)                       | 30             |
| Словакия (Singles Digitál Top 100)     | 5              |
| Республика Корея (BGM, Circle)         | 80             |
| Республика Корея (Download, Circle)    | 183            |
| Швеция (Sverigetopplistan)             | 32             |
| Швейцария (Schweizer Hitparade)        | 18             |
| Великобритания (UK Singles Chart)      | 10             |
| США (Billboard Hot 100)                | 43             |
| США (Billboard Dance/Mix Show Airplay) | 33             |
| США (Billboard Hot R&B/Hip-Hop Songs)  | 14             |
| США (Billboard Mainstream Top 40)      | 14             |
| США (Billboard Rhythmic)               | 7              |

## Сертификации
| Регион | Сертификация  | Продажи   |
| --- | ------------- | --------- |
| Австралия (ARIA) | 3× Платиновый | 210 000   |
| Бельгия (BEA) | Золотой       | 20 000    |
| Бразилия (ABPD) | Бриллиантовый | 160 000   |
| Дания (IFPI Danmark) | Платиновый    | 90 000    |
| Франция (SNEP) | Платиновый    | 200 000   |
| Германия (BVMI) | Золотой       | 300 000   |
| Италия (FIMI) | Платиновый    | 100 000   |
| Новая Зеландия (RMNZ) | 2× Платиновый | 60 000    |
| Польша (ZPAV) | Платиновый    | 50 000    |
| Португалия (AFP) | Платиновый    | 10 000    |
| Испания (PROMUSICAE) | Золотой       | 30 000    |
| Великобритания (BPI) | Платиновый    | 600 000   |
| США (RIAA) | Платиновый    | 1 000 000 |
| Стриминг |               |           |
| Греция (IFPI Greece) | 2× Платиновый | 4 000 000 |
| Данные о продажах + прослушиваниях приведены только на основе сертификации. · Данные только о прослушиваниях приведены на основе сертификации. |               |           |